# Saison 2016 de l'équipe cycliste Armée de terre
La saison 2016 de l'équipe cycliste Armée de terre est la sixième de cette équipe.

## Préparation de la saison 2016

### Arrivées et départs
| Arrivées          | Équipe 2015          |
| ----------------- | -------------------- |
| Thibault Ferasse  | UC Nantes Atlantique |
| Clément Penven    | Marseille 13 KTM     |
| Stéphane Poulhiès | Occitane CF          |
| Thomas Rostollan  | AVC Aix-en-Provence  |
| Yannis Yssaad     | Sojasun espoir-ACNC  |

| Départs           | Équipe 2016                  |
| ----------------- | ---------------------------- |
| David Cherbonnet  | UC Nantes Atlantique         |
| Romain Combaud    | Delko-Marseille Provence-KTM |
| Julien Gonnet     | Sablé Sarthe                 |
| Quentin Pacher    | Delko-Marseille Provence-KTM |
| Étienne Tortelier | ?                            |

## Coureurs et encadrement technique

### Effectif
| Cycliste          | Date de naissance | Nationalité | Équipe 2015          |  |
| ----------------- | ----------------- | ----------- | -------------------- |  |
| Bryan Alaphilippe | 17 août 1995      | France      | Armée de terre       |  |
| Bruno Armirail    | 11 avril 1994     | France      | Armée de terre       |  |
| Yoann Barbas      | 24 octobre 1990   | France      | Armée de terre       |  |
| Alexis Bodiot     | 3 mai 1988        | France      | Armée de terre       |  |
| Fabien Canal      | 4 avril 1989      | France      | Armée de terre       |  |
| Julien Duval      | 27 mai 1990       | France      | Armée de terre       |  |
| Thibault Ferasse  | 12 septembre 1994 | France      | UC Nantes Atlantique |  |
| Yann Guyot        | 26 février 1986   | France      | Armée de terre       |  |
| Romain Le Roux    | 3 juillet 1992    | France      | Armée de terre       |  |
| Kévin Lebreton    | 30 octobre 1993   | France      | Armée de terre       |  |
| Jordan Levasseur  | 29 mai 1995       | France      | Armée de terre       |  |
| Jérôme Mainard    | 25 août 1986      | France      | Armée de terre       |  |
| Clément Penven    | 27 janvier 1989   | France      | Marseille 13 KTM     |  |
| Stéphane Poulhiès | 26 juin 1985      | France      | Occitane CF          |  |
| Jimmy Raibaud     | 13 novembre 1991  | France      | Armée de terre       |  |
| Thomas Rostollan  | 18 mars 1986      | France      | AVC Aix-en-Provence  |  |
| Benoît Sinner     | 7 août 1984       | France      | Armée de terre       |  |
| Benjamin Thomas   | 12 septembre 1995 | France      | Armée de terre       |  |
| Yannis Yssaad     | 25 juin 1993      | France      | Sojasun espoir-ACNC  |  |

Portraits
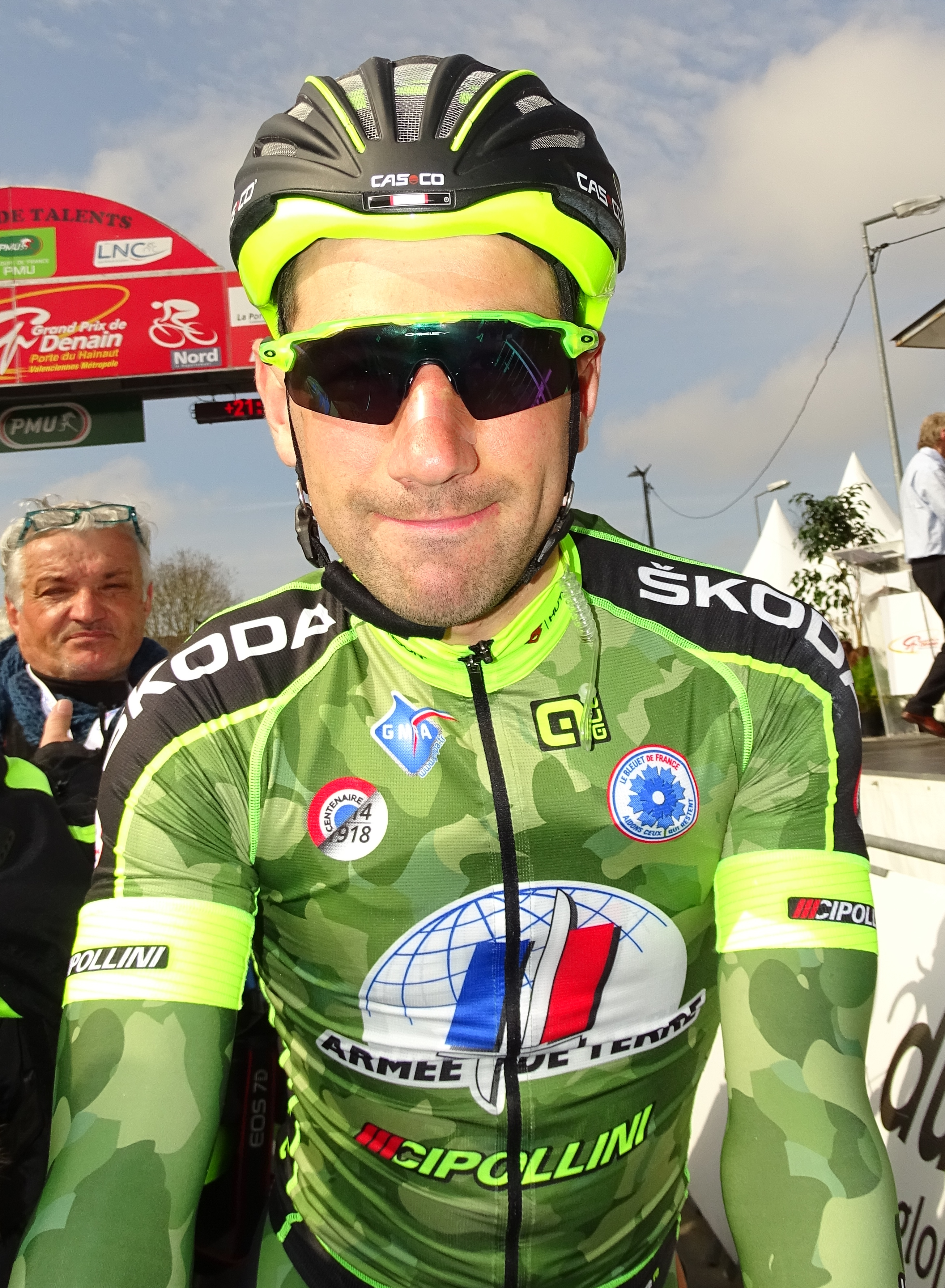
Julien Duval.
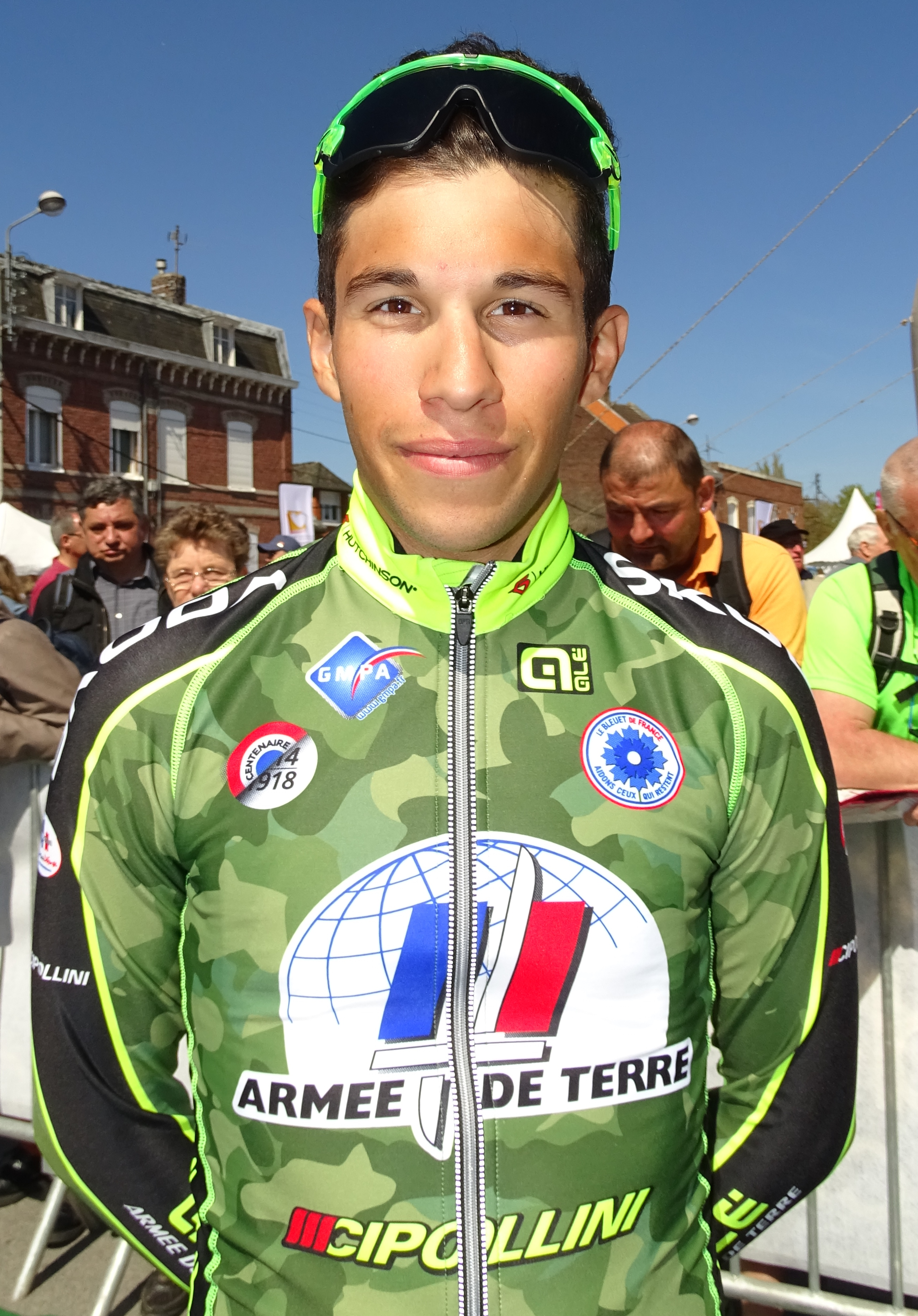
Thibault Ferasse.
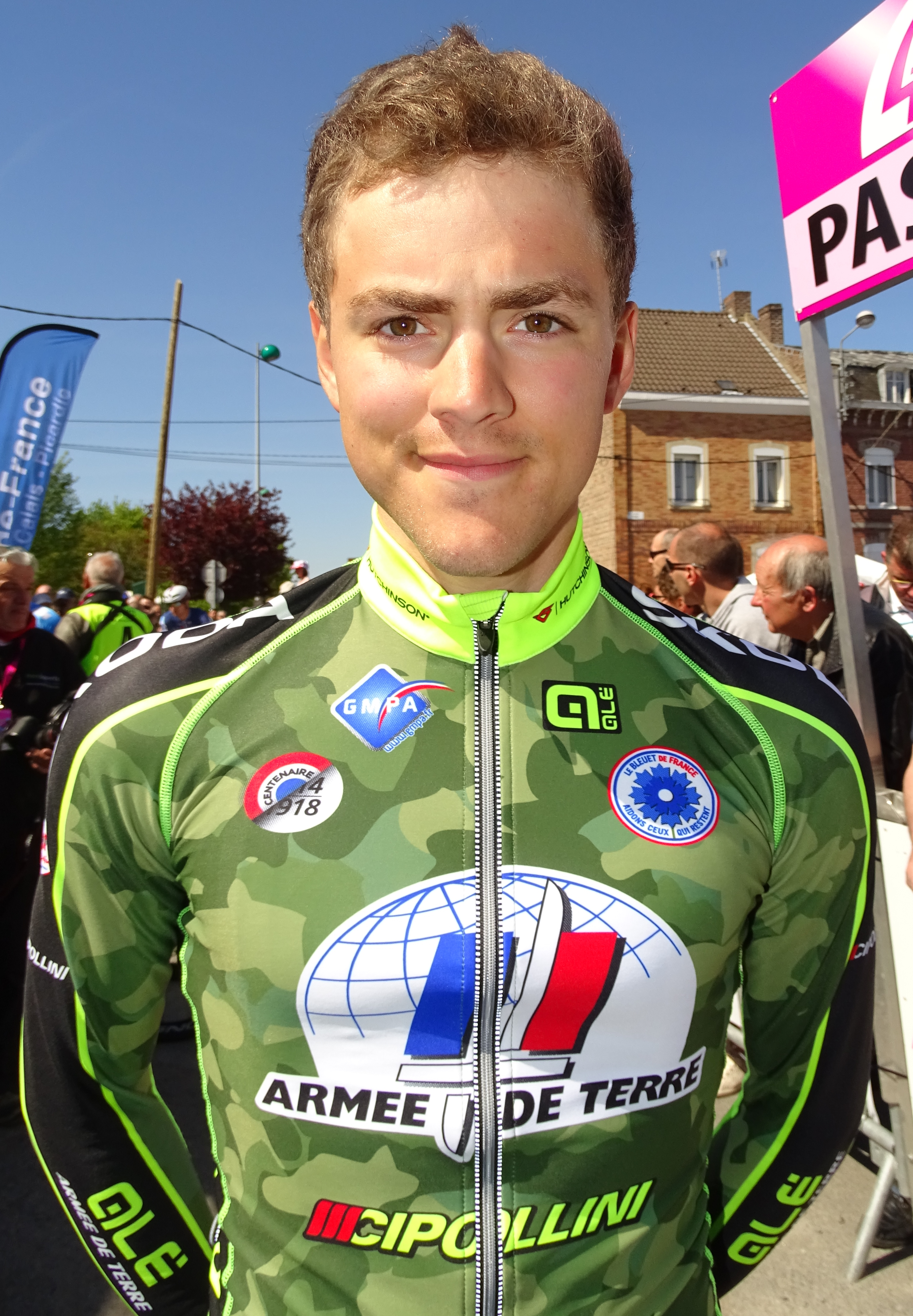
Yannis Yssaad.

## Bilan de la saison

### Victoires
Sur route
| Date       | Course                             | Pays   | Classe | Vainqueur        |
| ---------- | ---------------------------------- | ------ | ------ | ---------------- |
| 25/03/2016 | 4e étape du Tour de Normandie      | France | 2.2    | Benoît Sinner    |
| 30/04/2016 | 6e étape du Tour de Bretagne       | France | 2.2    | Thomas Rostollan |
| 15/05/2016 | 4e étape du Rhône-Alpes Isère Tour | France | 2.2    | Yannis Yssaad    |

Sur piste
| Date       | Course                                                   | Pays   | Classe | Vainqueur                          |
| ---------- | -------------------------------------------------------- | ------ | ------ | ---------------------------------- |
| 21/05/2016 | Coupe de France Fenioux piste #1 - Course à l'américaine | France | C1     | Benjamin Thomas - Romain Le Roux   |
| 30/09/2016 | Championnat de France de course à l'américaine           | France | CN     | Benjamin Thomas - Jordan Levasseur |
| 02/10/2016 | Championnat de France de l'omnium                        | France | CN     | Benjamin Thomas                    |